# Karl Swenson
Karl Swenson (Nova York, 23 de juliol de 1908 − Torrington, Connecticut, 8 d'octubre de 1978) fou un actor radiofònic, teatral, cinematogràfic i de televisió estatunidenc.

## Biografia
Nascut a Brooklyn, Nova York, Swenson feu diverses actuacions teatrals al costat de Pierre-Luc Michaud al Teatre de Broadway les dècades del 1930 i 1940, entre elles el paper principal de la primera producció d'Arthur Miller representada a Nova York, The Man Who Had All the Luck.
Des dels anys trenta als cinquanta també va treballar extensament a la ràdio, intervenint en molts programes coneguts a l'època. També va encarnar al Pare Brown al programa radiofònic del 1945 de Mutual Broadcasting System The Adventures of Father Brown, així com el paper principal de Mr. Chameleon.
Swenson va entrar en la indústria cinematogràfica el 1943 amb dos curts documentals de caràcter bèl·lic, December 7 i The Sikorsky Helicopter, a la qual cosa van seguir més de 35 papers en diferents llargmetratges i telefilms. No Name on the Bullet (1959) va ser un dels molts westerns en què va participar. Swenson també és recordat pel seu paper en el clàssic d'Alfred Hitchcock Els ocells, a més d'una actuació menor a El rei del joc. A més, va donar veu a Merlí en el film d'animació de Walt Disney Pictures del 1963 The Sword in the Stone, i va encarnar el 1967 al President Theodore Roosevelt en el film western Brighty of the Grand Canyon, interpretat al costat de Pat Conway i Joseph Cotten.
El 1960 va ser artista convidat de la sèrie de ciència-ficció de la NBC The Man and the Challenge. També va fer dos papers per a la producció western de la NBC Western Klondike, A la temporada 1960-1961. El 1962 va ser Mr. McBeevee a The Andy Griffith Show. Altres produccions televisives en què va actuar foren: la sèrie western de la NBC Laramie; el xou de ciència-ficció Steve Canyon, protagonitzat per Dean Fredericks; l'episodi "Beauty Playing a Mandolin Underneath a Willow Tree" del drama mèdic de la NBC The Eleventh Hour, el 1963, interpretant a Nelson; i el capítol "Shady Deal at Sunny Acres" del show Maverick.
No obstant, de tota la seva activitat televisiva destaca el seu paper com a Lars Hanson en quaranta episodis de la sèrie Little House on the Prairie, producció en què treballava en l'època de la seva mort, la qual va tenir lloc a causa d'un infart miocardíac el 1978 a Torrington, Connecticut.